# Avenida Perimetral Norte
A Avenida Perimetral Norte (GO-070), também conhecida como Perimetral Norte ou somente Perimetral é uma das mais importantes vias expressas da cidade brasileira de Goiânia, estendendo da região oeste até o norte da metrópole. A via corta vários bairros importantes da cidade e construções, considerados de grau poluente, além da GO-080.